# Oisseau
Oisseau là một xã thuộc tỉnh Mayenne trong vùng Pays de la Loire tây bắc nước Pháp. Xã này nằm ở khu vực có độ cao trung bình 163 mét trên mực nước biển. Dân số năm 2006 là 1085 người.